# Dorothy Loudon
Dorothy Loudon   (Boston, 17 de setembre de 1925 - Nova York, 15 de novembre de 2003) va ser una actriu i cantant estatunidenca. Va guanyar el premi Tony a la millor actriu principal en un musical el 1977 per la seva interpretació com a Miss Hannigan a Annie. Loudon també va ser nominada als premis Tony per les seves actuacions principals en els musicals The Fig Leaves Are Falling i Ballroom, així com un premi Globus d'Or per les seves aparicions al programa The Garry Moore Show.

## Biografia
Loudon va néixer a Boston, Massachusetts el 1925 (després es va rebaixar vuit anys de la seva edat) i va créixer a Claremont, New Hampshire i a Indianapolis, Indiana. Va assistir a la Universitat de Syracuse amb una beca de drama, però no es va graduar i es va traslladar a la ciutat de Nova York per estudiar a l'American Academy of Dramatic Arts. Va començar a cantar en clubs nocturns, un d'aquests era el Blue Angel de Nova York, que barrejava cançons amb comèdies improvisades, i va aparèixer a la televisió a The Perry Como Show i The Ed Sullivan Show.
Loudon va fer el seu debut escènic el 1962 a The World of Jules Feiffer, una obra amb música incidental de Stephen Sondheim, sota la direcció de Mike Nichols. Aquell mateix any va debutar a Broadway a Nowhere to Go but Up, que va durar només dues setmanes, però va obtenir bones crítiques i el Premi Theatre World. El 1969, The Fig Leaves Are Falling es va presentar només a quatre representacions, tot i que li va valer el premi Drama Desk a la interpretació destacada i una nominació al premi Tony a la millor actriu principal en un musical. Va seguir això amb un revival de Three Men on a Horse dirigida per George Abbott; Lolita, My Love, que va tancar durant la gira de prova prèvia a Broadway; i un revival de la comèdia The Women de Clare Boothe Luce.

### Broadway
L'actuació de Loudon com a malvada administradora d'orfenats Miss Hannigan a Annie li va fer guanyar els premis Tony i el Drama Desk a l'actriu destacada en un musical el 1977. En el programa va introduir els temes de presentació seminaris "Little Girls" i "Easy Street". De la seva interpretació, Clive Barnes va escriure: "Mentre la malvada senyoreta Hannigan, Dorothy Loudon, amb els ulls bombats d'enveja, la cara caiguda d'odi, és deliciosament i delirantment horrorosa. Mai posa un escarni, un rancor, ni tan sols un crit en el mal lloc, i el seu cant té només el botó gracial correcte." Posteriorment, Loudon va tornar a revisar el personatge de Miss Hannigan a la desafortunada seqüela del 1990, Annie 2: Miss Hannigan's Revenge, que es va tancar ràpidament després d'un trist compromís previ a Broadway a Washington DC
El 1979, Michael Bennett va escollir a Loudon com a Bea Asher, una vídua que es relaciona amb un transportista de correu que coneix a la sala de ball local, a Ballroom. Va ser nominada al premi Tony a la millor actriu protagonista en un musical i al premi Drama Desk a la millor actriu musical. Va interpretar el número "Fifty Percent" del musical durant la cerimònia dels Premis Tony d'aquell any. Durant la seva interpretació del "Vodka" de George Gershwin a la cerimònia dels Premis Tony de 1983, mentre resplendia amb un vestit de lluentons de color blau, va pronunciar "Sóc massa bona per a aquesta habitació. Sóc massa bona per a aquesta cançó ... però no sóc massa bona per aquest vestit!" A la 38a cerimònia anual dels premis Tony, el 1984, Loudon va interpretar "Broadway Baby" de Follies. Al The New York Times, John O'Connor va dir sobre la seva actuació: "La senyoreta Loudon ha desenvolupat l'art de la confusió en una malaltia hiperactiva."
El 1979, Michael Bennett va escollir a Loudon com a Bea Asher, una vídua que es relaciona amb un transportista de correu que coneix a la sala de ball local, a Ballroom. Va ser nominada al premi Tony a la millor actriu protagonista en un musical i al premi Drama Desk a la millor actriu musical. Va interpretar el número "Fifty Percent" del musical durant la cerimònia dels Premis Tony d'aquell any. Durant la seva interpretació del "Vodka" de George Gershwin a la cerimònia dels Premis Tony de 1983, mentre resplendia amb un vestit de lluentons de color blau, va pronunciar "Sóc massa bona per a aquesta habitació. Sóc massa bona per a aquesta cançó ... però no sóc massa bona per aquest vestit!" A la 38a cerimònia anual dels premis Tony, el 1984, Loudon va interpretar "Broadway Baby" de Follies. Al The New York Times, John O'Connor va dir sobre la seva actuació: "La senyoreta Loudon ha desenvolupat l'art de la confusió en una malaltia hiperactiva."
El 1980, Loudon va succeir a Angela Lansbury com a Mrs. Lovett de Sweeney Todd de Stephen Sondheim. En revisar la seva actuació per al Christian Science Monitor, David Sterritt va dir: "El seu cos oscil·la com una canya en les tempestes emocionals de la seva pròpia creació de cervell dispers, i la seva manera de fer-se de mans encara es torna més descoratjada quan els aspectes més explosius estan en joc ... Loudon ofereix una caracterització còmica de la tradició més clàssica ". [10] L'any següent va coprotagonitzar amb Katharine Hepburn i Julia Barr a l'obra The West Side Waltz. El 1982 va guanyar el premi Sarah Siddons pel seu treball al teatre de Chicago. Va aparèixer a la revista Jerry's Girls i més tard el mateix any va interpretar el paper de la miserable actriu de mitjana edat Dotty Otley a Broadway a la farsa Noises Off de Michael Frayn.
Va ser escollida com a Carlotta Vance a la producció del Dinner at Eight del Lincoln Center Theater, però va ser substituïda per Marian Seldes el novembre del 2002 quan Loudon va deixar l'obra a causa d'una malaltia.

### Cinema i televisió
Loudon va ser escollida per substituir Carol Burnett quan Burnett va deixar The Garry Moore Show el 1962. Tot i que aquesta col·laboració no va ser del tot exitosa, les excel·lents crítiques que va rebre el mateix any pel seu debut a Broadway a Nowhere to Go but Up van resultar profètiques. Casualment, els dos papers que Loudon va interpretar amb tanta èxit a l'escenari de Broadway —Miss Hannigan i Dotty Otley— van ser interpretats per Burnett a la pantalla. També va ser una estrella convidada freqüent en molts concursos i comèdies basats a Nova York. El 1979, Loudon va protagonitzar la sèrie de televisió Dorothy, in en la qual va retratar una antiga noia ensenyant música i teatre en un internat per a noies. Va durar només una temporada. Va aparèixer en només dues pel·lícules, interpretant un agent a la pel·lícula Garbo Talks (1984) i com a l'excèntrica del sud Serena Dawes a Midnight in the Garden of Good and Evil (1997). També va aparèixer en la versió de llibre d'aquesta última .

## Vida personal

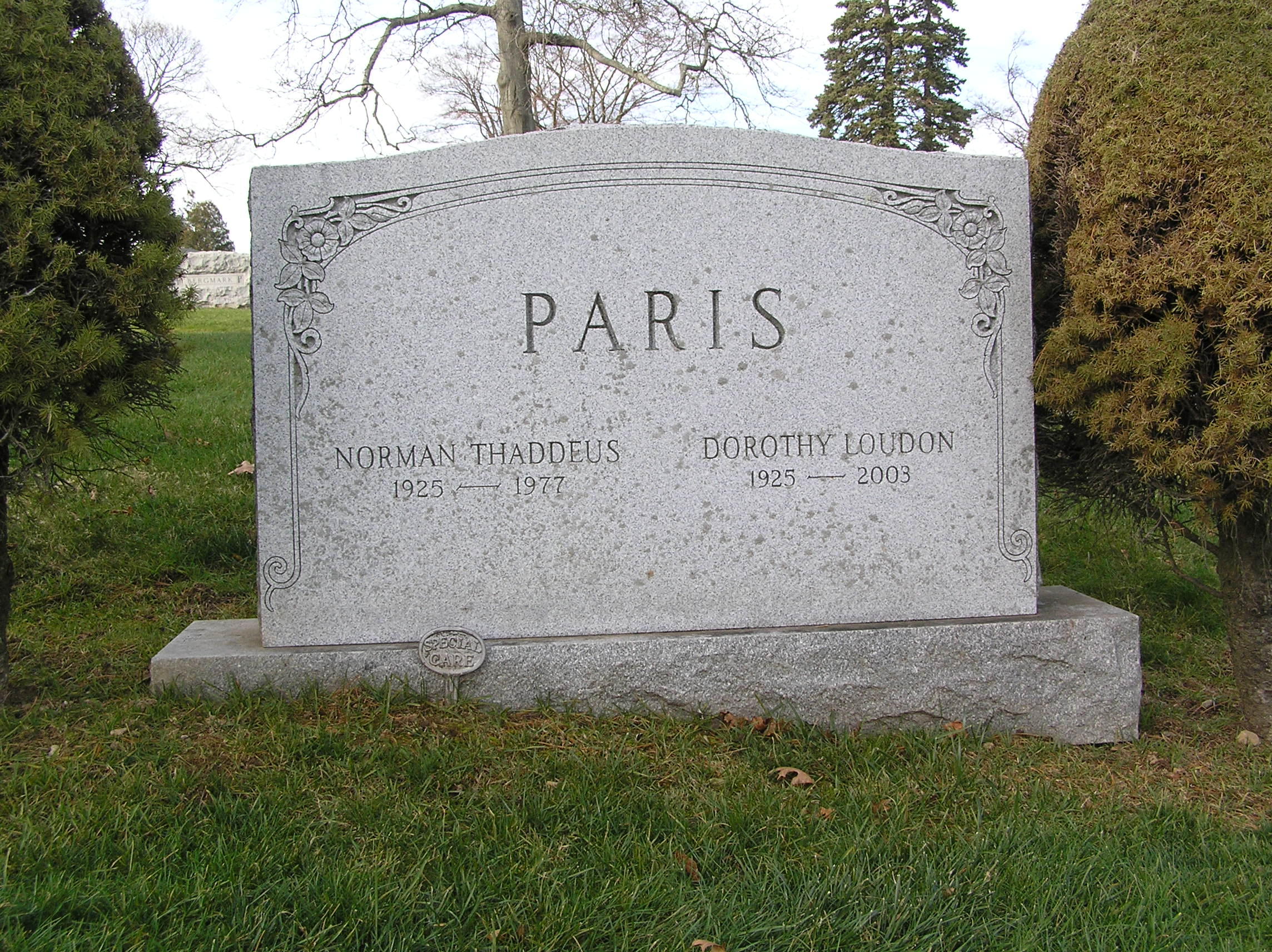
La làpida de Dorothy Loudon

Loudon va estar casat amb el compositor Norman Paris (nascut Norman Thaddeus Paris; 1925–1977) des de 1971 fins a la seva mort. Junts no van tenir fills i Loudon no es va tornar a casar mai. Va morir a Manhattan, a l'edat de 78 anys, de càncer el 15 de novembre de 2003. Loudon va ser enterrada al cementiri de Kensico al comtat de Westchester, Nova York. No va deixar supervivents immediats, excepte dos fillastres del seu matrimoni amb Paris.

## Crèdits professionals

### Discografia
- Dorothy Loudon at the Blue Angel[12]
- Saloon[13]
- Broadway Baby[14]

### Crèdits teatrals
- New Faces of 1959 (1959) (tancat abans de l'estrena)
- The World of Jules Feiffer (1962)
- Nowhere to Go but Up (1962)
- Anything Goes (1962) (substituint Eileen Rodgers)
- The Unsinkable Molly Brown (1963)
- The Apple Tree (1967)
- Noël Coward's Sweet Potato (1968)
- The Fig Leaves Are Falling (1969)
- Three Men on a Horse (1969)
- Lolita, My Love (1971) (tancat durant la gira)
- The Women (1973)
- Annie (1977)
- Ballroom (1980)
- Sweeney Todd (1980) (substituint Angela Lansbury)
- The West Side Waltz (1981)
- Noises Off (1983)
- Jerry's Girls (1985)
- Annie 2: Miss Hannigan's Revenge (1990) (tancat durant la gira a Washington, DC)
- Comedy Tonight (1994)
- Show Boat (1996)
- Sweet Adeline (1997)
- Over and Over (1999) (Signature Theatre, Arlington, Virginia)[15]
- Dinner at Eight (2002)

### Filmografia

#### Cinema
- Garbo Talks (1984) - Sonya Apollinar
- Midnight in the Garden of Good and Evil (1997) - Serena Dawes (final film role)

#### Televisió
- It's a Business (1952) - Secretary
- The Garry Moore Show (1962–1964) - Ella mateixa
- All My Children (1970) - Veronica Mullens (1993)
- Dorothy (1979) - Dorothy Banks
- Magnum, P.I. (1986)
- Murder, She Wrote (1986)
- Performance at the White House: Showstoppers (1988) - Ella mateixa
- A Salute to Broadway: Showstoppers (1988, TV Movie) - Ella mateixa
- Sondheim: A Celebration at Carnegie Hall (1993) - Ella mateixa
- My Favorite Broadway: The Leading Ladies (1999) - Ella mateixa